# Алофи (Ниуэ)
Ало́фи (Алофис; англ. Alofi) — посёлок, административный центр острова Ниуэ (владение Новой Зеландии) в южной части Тихого океана. Высота — 20 м над уровнем моря. Население — 597 человек (2017, перепись). Состоит из двух частей — Северный Алофи (население 157 человек) и Южный Алофи (население 413 человек), являющийся местом расположения правительственных учреждений. Порт, вывоз копры и бананов.
Алофи представляет собой, по сути, всего одну длинную улицу, протянувшуюся на несколько километров вдоль скалистой береговой линии острова. Кроме различных административных зданий, достопримечательностями прибрежной зоны являются лишь несколько традиционных причалов для каноэ, включая Опахи-Лэндинг — то самое место, где в 1744 году Кук предпринял одну из своих неудачных попыток высадиться на берег острова.
В январе 2004 года на Алофи обрушился тропический циклон, причинивший значительный ущерб.